# كاميلي ويلسون
كاميلي ويلسون (بالإنجليزية: Camille Wilson)‏ (12 فبراير 1995 ببيتالوما في الولايات المتحدة - ) هي لاعبة كرة قدم أمريكية في مركز الوسط. شاركت مع منتخب الفلبين الوطني لكرة القدم للسيدات.

## وصلات خارجية
- كاميلي ويلسون على موقع قاعدة بيانات كرة القدم.إي يو (الإنجليزية)